# Cimetière Saint-Léonce de Iaroslavl

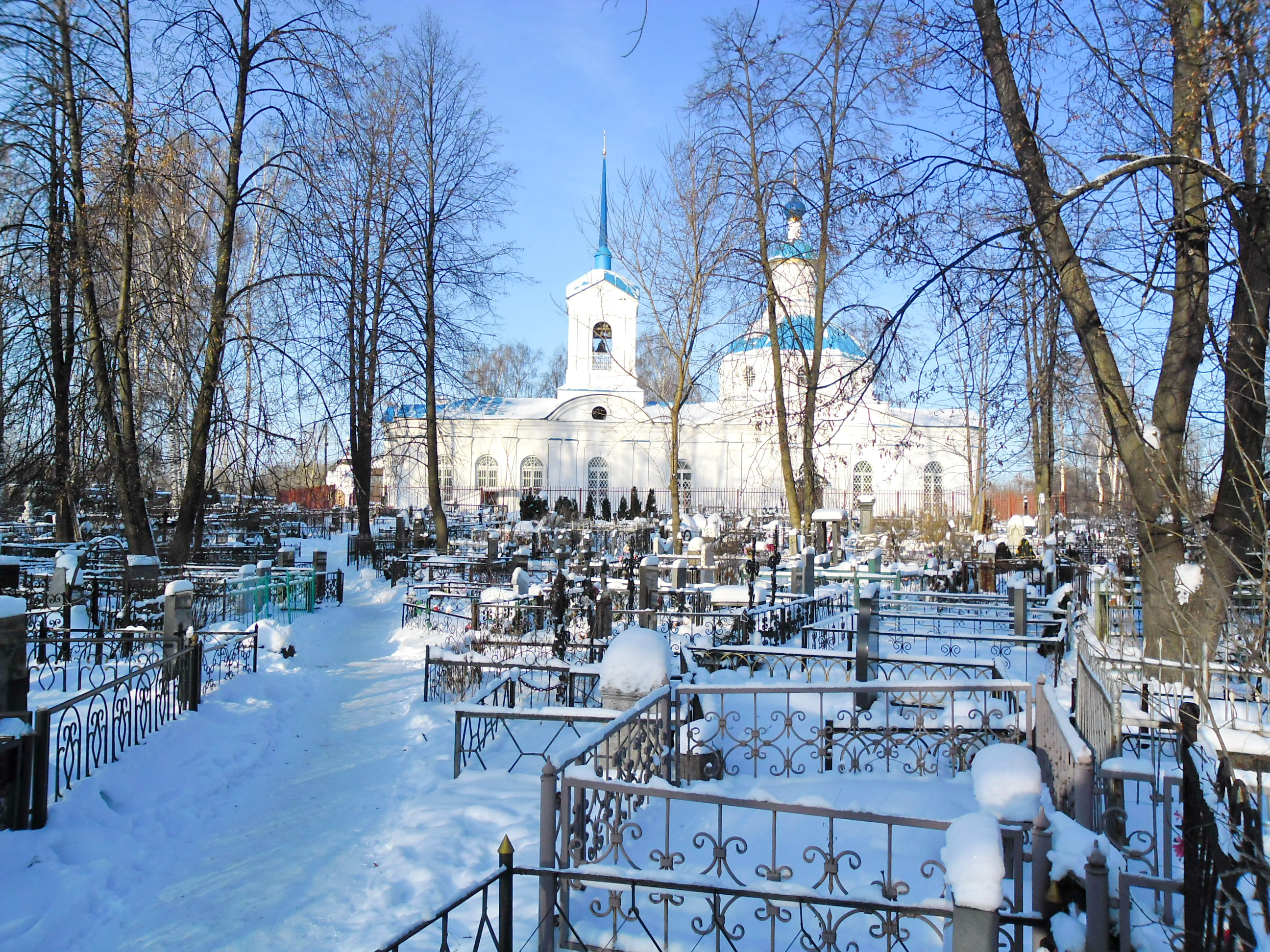
Le cimetière et son église au fond en hiver.

Le cimetière Leontievskoïe, ou Saint-Léonce (Леонтьевское кладбище), est l'un des cimetières de la ville de Iaroslavl en Russie. Il est dédié à saint Léonce de Rostov, du nom du patron de son église. Il se trouve dans le centre-ville et comprend un cimetière militaire.

## Histoire
Ce cimetière ouvre en 1779 dans un terrain vague au bord de la route d'Ouglitch, selon la nouvelle décision du sénat d'ouvrir les cimetières en dehors des villes à cause des risques d'épidémie. Peu après une chapelle de bois dédiée à saint Léonce de Rostov est bâtie, remplacée par une église de pierre consacrée en 1791. Dans la seconde moitié du XIXe siècle, un petit carré juif est ouvert.
En 1993, l'église et son cimetière sont rendus à l'Église orthodoxe russe. Le cimetière qui avait été fermé rouvre pour les nouvelles inhumations, mais seulement officiellement pour les familles déjà propriétaires de concessions. En fait, de nombreuses concessions sont reprises et pour ceux ayant les moyens de nouvelles inhumations sont possibles à leur place.
En 2020, le cimetière revient à la municipalité de Iaroslavl. L'histoire du cimetière révèle celle de la ville ; même si de nombreuses sépultures sont aujourd'hui détruites, abandonnées ou disparues, l'on peut encore lire les noms de familles de notables locaux, de familles de marchands qui ont fait la richesse de Iaroslavl avant 1917, en particulier autour de la minoterie et de l'industrie du bois, plus près de nous de combattants de la Grande Guerre patriotique.

## Monuments

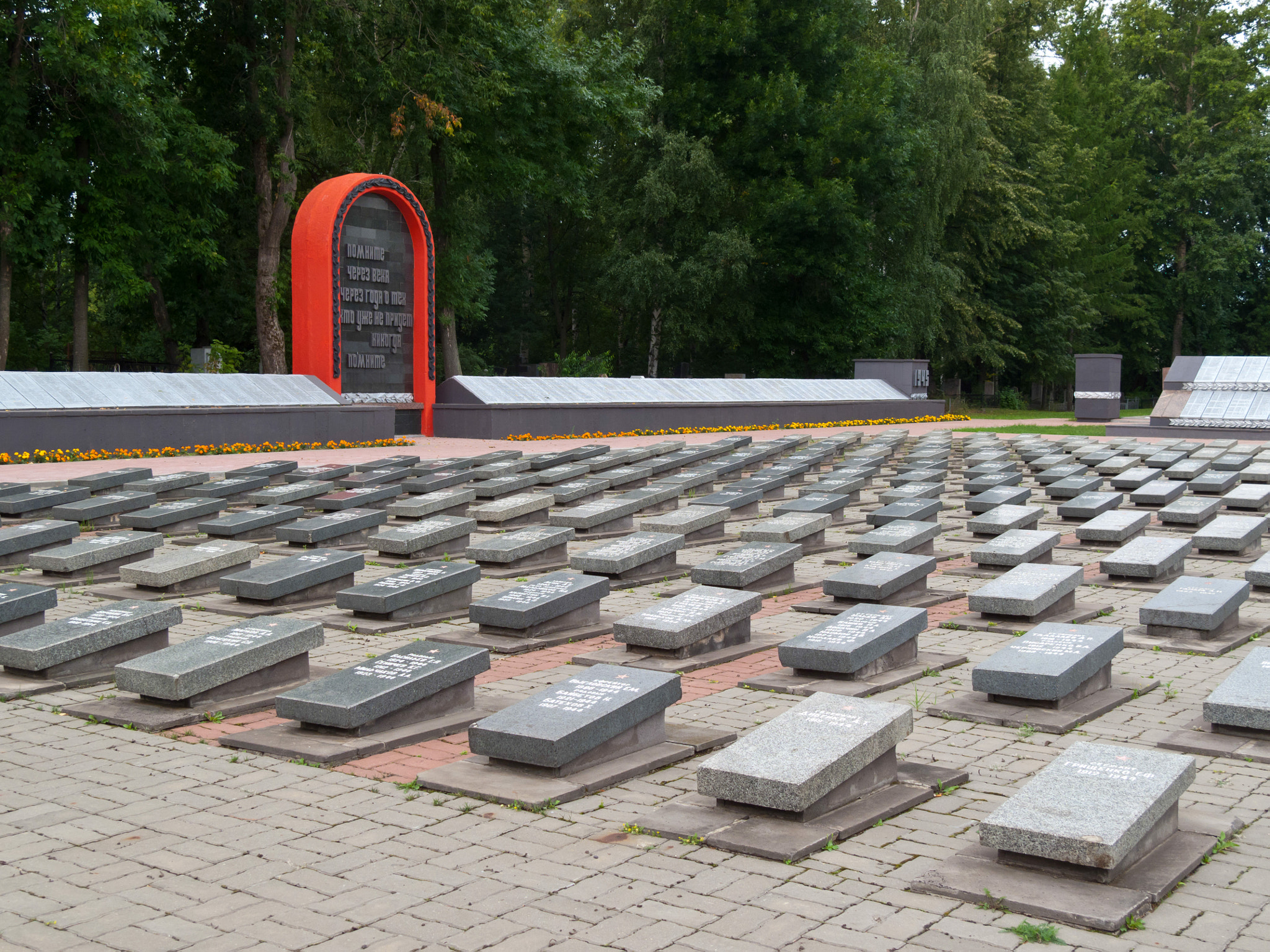
Une des sections du cimetière militaire.

- Monument aux victimes du siège de Léningrad
- Monument aux victimes des répressions politiques
- Monument aux morts de l'équipe du Lokomotiv

## Personnalités
- Mikhaïl Balandine (1980-2011), hockeyiste mort dans le crash du Lokomotiv Iaroslavl
- Adam Bogdanovitch (1862-1940), ethnologue ami de Gorki
- Artiom Iartchouk (1990-2011), hockeyiste mort dans le crash du Lokomotiv Iaroslavl
- Andreï Kirioukhine (1987-2011), hockeyiste mort dans le crash du Lokomotiv Iaroslavl
- Roman Liachenko (1979-2003), hockeyiste
- Iouri Ourytchev (1991-2011), hockeyiste mort dans le crash du Lokomotiv Iaroslavl
- Ivan Tkatchenko (1979-2011), hockeyiste mort dans le crash du Lokomotiv Iaroslavl
- Alexandre Vassiounov (1988-2011), hockeyiste mort dans le crash du Lokomotiv Iaroslavl